# Twistringen
Twistringen är en stad i Landkreis Diepholz i förbundslandet Niedersachsen i Tyskland.